# Armadillidium parvum
Armadillidium parvum är en kräftdjursart som beskrevs av Hans Strouhal 1938. Armadillidium parvum ingår i släktet Armadillidium och familjen klotgråsuggor. Inga underarter finns listade i Catalogue of Life.